# Philippe Garguil
 (janvier 2019).
Philippe Garguil est un photographe et réalisateur animalier français né en 1957 à Le Passage-d'Agen.

## Biographie
Après des débuts comme enseignant de 1977 à 1985, il s'oriente vers la photo. Passionné par la nature et les animaux, il devient en 1985 photographe naturaliste.
Ses photos sont publiées dans des magazines français et étrangers : Sciences & Nature, Sciences & Avenir, Grands Reportages, Terre sauvage, Geo… Il est l'auteur (ou co-auteur) et l'illustrateur d'une quinzaine d'ouvrages, principalement des guides sur les oiseaux,.
En 1987, il réalise avec Henri Pigache son premier film Vases sacrées ou la baie aux oiseaux sur la baie de l'Aiguillon en Vendée. Le film sera récompensé à dix reprises lors de festivals internationaux sur la nature et l'environnement.
Plusieurs de ses réalisations suivantes seront consacrées aux animaux et milieux naturels de sa région, le Marais poitevin et la Vendée. Comme Vendée sauvage, Kroll le fils du vent en 2008, Baie de l’Aiguillon, protégeons nos habitats littoraux et la biodiversité de la baie pour le projet LIFE baie de l’Aiguillon et Les quatre saisons de la réserve (sur la Réserve naturelle nationale du marais communal de Saint-Denis-du-Payré) en 2017 ou encore en 2021 Vendée Grand Littoral, regard nature.
Il travaille comme chef opérateur de prises de vues sur des documentaires animaliers pour la télévision notamment avec Marie-Hélène Baconnet et sur des longs métrages de cinéma avec Jacques Perrin,.
De 2009 à 2013, il intervient en tant que formateur à l'Institut francophone de formation au cinéma animalier de Ménigoute (IFFCAM).
Il vit à Saint-Cyr-en-Talmondais en Vendée.

## Filmographie

### Comme chef-opérateur

#### Longs métrages
- 2001 : Le Peuple migrateur de Jacques Perrin, Jacques Cluzaud et Michel Debats, Galatée Films
- 2010 : Océans de Jacques Perrin et Jacques Cluzaud, Galatée Films
- 2015 : Les Saisons de Jacques Perrin et Jacques Cluzaud, Galatée Films

#### Télévision
- 1991 : Un été glacé de Bernard Giraudeau, 90 min, France 3
- 1991 : Mission Canopée au Cameroun de Karel Prokop, 54 min, Caméras Continentales, France 3
- 1997 : Europe sauvage de Serge Viallet, 4 x 52 min, Marathon Productions, France 2
- 1998 : La Gounda, rivière des lions de Marie-Hélène Baconnet, 26 min, Ecomedia Production, France 2
- 1999 : Le littoral atlantique de José Alonzo, 52 min, Zaag production, France 3
- 2000 : La danse des baleines de Marie-Hélène Baconnet, 52 min, Ecomedia Production,Canal+
- 2000 : La vie secrète de Tifoune la fouine, de Marie-Hélène Baconnet, 52 min, Ecomedia Production, France 2
- 2000 : Le roman de Goupil le renard, de Marie-Hélène Baconnet, 52 min, Ecomedia Production, France 2
- 2002 : Les ailes de la nature de Jacques Perrin, Jacques Cluzaud et Stéphane Durand, 3 x 52 min, Galatée Films, Canal+
- 2002 : Sandra et le requin inconnu, de Marie-Hélène Baconnet, 52 min, Ecomedia Production, Canal+
- 2003-2004 : Animaux trop humains, 7 x 52 min, Saint-Thomas Productions, National Geographic Television, France 3, France 5
- 2004 : Paris JO 2012 de Jacques Perrin, making-off, Galatée Films
- 2004 : Le silence des gorilles de Marie-Hélène Baconnet, 52 min, Ecomedia Production, Canal+
- 2004-2005 : Passeurs d’espoir de Pierre Barnérias, 12 x 52 min, Flair Productions, France 5
- 2005-2006 : L’Europe à tire d’ailes de Marie-Hélène Baconnet, 90 min, Ecomedia Production, France 5
- 2007 : La dernière girafe de Marie-Hélène Baconnet, 52 min, Ecomedia Production, France 5
- 2010 : Le Marais poitevin de Allain Bougrain-Dubourg, 52 min, France 3 Régions Poitou-Charentes et Pays de la Loire
- 2010-2018 : Série Après l'éden de Marie-Hélène Baconnet, 10 x 52 min, Ecomedia Production, France 5
- 2013 : Le plus beau pays du monde de Frédéric Fougea et Jacques Malaterre, 90 min, Boréales, France 2
- 2014 : À l’école des p’tits loups de Denis Brugère, 20 min, Parc Argonne Découverte
- 2014 : La nuit des éléphants de Thierry Machado, 90 min, France 2
- 2016 : Le Peuple des forêts de Jacques Perrin et Jacques Cluzaud, 3 x 52 min, France 2
- 2017 : La plus belle ville du monde de Frédéric Fougea, 90 min, Boréales, M6
- 2017 : Crèches sauvages de Jean-Luc Guidoin, 52 min, One Planet, France 2
- 2022 : Les animaux de l’aéroport de Marie-Hélène Baconnet, 43 min, Ecomedia, Arte
- 2022 : Kourou, des bagnes et des fusées de Marie-Hélène Baconnet, MedienKontor, Arte, Arte - 360° Reportage

### Comme réalisateur
- 1988 : Vases sacrées ou la baie aux oiseaux, 33 min, Pygargue Productions
- 1992 : Bergers des busards, 18 min, Pygargue Productions
- 1992 : Les secrets de l'étang, Conseil général de la Vendée
- 1993 : Entre deux Sèvres, 52 min, Pygargue Productions
- 1993 : La haie milieu de vie, 15 min, Conseil général de la Vendée
- 1994 : La loutre, frisson de l'onde, co-réalisation avec René Rosoux et Christian Bouchardy, 52 min, Pygargue Productions
- 1994 : Cacahuètes connection, co-réalisation avec Olivier Morvan, 12 min, Pygargue Productions
- 1995 : Au secours de la faune sauvage, 15 min, Pygargue Productions
- 1995 : Bolivie, terre de contrastes, co-réalisation avec Olivier Morvan, 52 min, Pygargue Productions
- 1995 : Les quatre saisons de l'arbre, 5 min, Conseil général de la Vendée
- 1997 : Les prédateurs et leurs proies, 22 min, Edima
- 1997 : Goupil et compagnie..., 52 min, pour Histoires naturelles, TF1
- 1997 : Cacatoès des Philippines : l'ultime chance ?, co-réalisation avec Olivier Morvan, 26 min, Pygargue Productions
- 1998 : Les animaux de la haie, 22 min, Edima
- 1998 : Le Rhône, fleuve lumière, 52 min, Seasons TV
- 1999 : Les animaux de l'étang, 22 min, Edima
- 2001 : Charpentier en bateaux, 30 min, Parc interrégional du Marais poitevin
- 2001 : Le marais poitevin à tire d'ailes, 22 min, Parc interrégional du Marais poitevin
- 2002 : Pour l'amour des perroquets, 40 min, Chaîne Animaux
- 2002 : Avoir un perroquet chez soi, 40 min, Chaîne Animaux
- 2004 : Entre ciel et mer, 17 min, Pygargue Productions, Maison de la Mytiliculture
- 2004 : Le viking noir, le grand cormoran, co-réalisation avec Marie-Hélène Baconnet, 52 min, Pygargue Productions, Ecomedia Production
- 2008 : Vendée sauvage, Kroll le fils du vent, 52 min, Conseil général de la Vendée
- 2017 : Baie de l'Aiguillon, protégeons nos habitats littoraux et la biodiversité de la baie, 8 min 50 s, Parc Naturel Régional du Marais poitevin
- 2017 : Les quatre saisons de la réserve Michel Brosselin, 22 min, Ligue pour la protection des oiseaux (LPO)
- 2018 : La loutre, après l’éden, co-réalisation avec Marie-Hélène Baconnet, 52 min, Ecomedia Production, France 5
- 2018 : La réserve départementale de Nalliers-Mouzeuil, 17 min, Conseil départemental de la Vendée
- 2019 : Bébés chats les 100 premiers jours de leur vie, co-réalisation, 142 min, TF1 Production, TFX
- 2019 : Bébés chiens les 100 premiers jours de leur vie, co-réalisation, 142 min, TF1 Production, TFX
- 2021 : Vendée Grand Littoral, regard nature, 73 min, Communauté de communes Vendée-Grand-Littoral

## Ouvrages

### Comme auteur et photographe-illustrateur
- La vie des rapaces, Éditions Ouest-France, coll. « Guide couleur », 1982, 64 p.,  (ISBN 9782858824908).
- Les oiseaux des plaines et cultures, forêts, bocages et habitats humains, Éditions Secalib, 1986, 32p.,  (ISBN 9782867970382).
- Les oiseaux des marécages, du littoral, des montagnes et de l'habitat méditerranéen, Éditions Secalib, 1987, 30 p.,  (ISBN 9782867970399).
- Le Marais poitevin, le pays des chemins d'eau, avec Christian Pacteau et René Rosoux, Éditions Sud-Ouest, coll. « Beaux-livres Sud-Ouest », 1997, 93 p.,  (ISBN 9782879012179).
- Connaître les oiseaux du Sud-Ouest, avec Christian Goyaud, Éditions Sud-Ouest, coll. « Connaître Nature », 1999, 60 p.,  (ISBN 9782905983220).
- Guide des oiseaux des Pyrénées, Éditions Sud-Ouest, coll. « Guides Sud-Ouest », 2003, 56 p.,  (ISBN 9782879015217).
- Les oiseaux des marais, Éditions Jean-Paul Gisserot, 2003, 32 p.,  (ISBN 9782877475082).
- Visiter le Marais poitevin, Éditions Sud-Ouest, coll. « Visiter », 2003,  (ISBN 9782879015163).
- Les oiseaux rapaces, Éditions Jean-Paul Gisserot, coll. « Guide Nature Gisserot », 2003, 32 p.,  (ISBN 9782877477062).
- Les oiseaux de France 1, Éditions Secalib, 2006
- Les oiseaux de France 2, Éditions Secalib, 2006
- Les oiseaux des montagnes, avec Michel Quéral, Éditions Jean-Paul Gisserot, coll. « Guide Nature Gisserot », 2006, 32 p.,  (ISBN 9782877477048).
- Les oiseaux de mer, avec Michel Quéral, Éditions Jean-Paul Gisserot, coll. « Mémo Gisserot », 2012, 64 p.,  (ISBN 9782755802498).
- Les oiseaux rapaces, Éditions Jean-Paul Gisserot, coll. « Mémo Gisserot », 2015, 64 p.,  (ISBN 9782755805697).
- Oiseaux de Vendée et du Poitou, Éditions Jean-Paul Gisserot, coll. « Guide Nature Gisserot », 2015, 32 p.,  (ISBN 9782755805369).
- Oiseaux de mer, avec Philippe Motteau, Éditions Jean-Paul Gisserot, coll. « Guide Nature Gisserot », 2017, 32 p.,  (ISBN 9782755807332).
- Les oiseaux des marais, Éditions Jean-Paul Gisserot, coll. « Mémo Gisserot », 2017, 64 p.,  (ISBN 9782755807363).

### Comme photographe-illustrateur
- Connaître la chasse du vanneau, des bécassines et autres limicoles de Jésus Veiga	et Éric Audinet, Éditions Sud-Ouest, coll. « Chasse », 1990, 64 p.,  (ISBN 9782879010069).
- Toutes les pêches au coup de Gilbert Garguil, Éditions Jean-Paul Gisserot, coll. « Guides Gisserot de la pêche », 1993, 120 p.,  (ISBN 9782877471251).
- Mieux connaître les 50 races de chats de Brigitte Bulard-Cordeau, Éditions Jean-Paul Gisserot, coll. « Mieux connaître », 1995, 124 p.,  (ISBN 9782877471848).

- Mieux connaître l'aquarium d'eau douce de Michel Marin, Éditions Jean-Paul Gisserot, coll. « Mieux connaître », 1995, 123 p.,  (ISBN 9782877471817).
- La loutre, princesse des rivières de Christian Bouchardy, Éditions Milan, coll. « Pattes à pattes », 1995, 29 p.,  (ISBN 9782841132256).
- Mieux connaître le Westie de Brigitte Bulard-Cordeau, Éditions Jean-Paul Gisserot, coll. « Mieux connaître », 1997, 126 p.,  (ISBN 9782877472470).

- Apprenez à observer. 40 animaux faciles à voir en forêt de Philippe Lustrat, Tétras éditions, coll. « Nature à vivre », 2005, 175 p.,  (ISBN 978-2915031379).

## Prix et distinctions
- 1997 : Prix des meilleures relations entre l’Homme et la Nature pour Cacatoès des Philippines : l'ultime chance ?, Festival international du film ornithologique de Ménigoute.
- 2010 : Prix Ushuaïa TV pour Vendée sauvage, Kroll le fils du vent, Festival international du film écologique de Bourges.